# Mass Communication Research
La Mass Communication Research (en español "Investigación de los Medios Masivos de Comunicación") es una corriente que irrumpe a mediados del siglo XX con el objetivo primordial de analizar los efectos sociales, culturales y psicológicos de los mensajes que se transmiten por los medios masivos de comunicación y las reacciones del público frente a las propuestas mediáticas con el objeto de obtener las claves para conducir el comportamiento de las masas.

## Historia
En 1933 Roosevelt inició una política intervencionista llamada New Deal, en la cual se desarrolló la opinión pública y la Mass Communication Research como teoría de la comunicación.
En 1938 se buscaba obtener la opinión pública sobre determinados aspectos. La radio comenzaba a tomar protagonismo centrando su atención en problemas de la audiencia y entrecruzando motivos políticos y económicos de investigación. En 1940, momento de la tercera reelección de Roosevelt, comienza la Mass Communication Research norteamericana. Aparece como principal exponente el sociólogo Lazarsfeld (director de radio).
Las primeras corrientes de la escuela norteamericana, estuvieron notablemente influidas por el conductismo, escuela psicológica que considera la conducta humana como una respuesta frente a estímulos externos. Esta influencia teórica fue evidente, particularmente, en la teoría hipodérmica cuya concepción de la audiencia se conduce claramente con el concepto mecanicista de la conducta que subyace a la escuela conductista.
Lasswell fue ideólogo de las primeras tesis funcionalistas que pretendieron dar prioridad a los análisis de los efectos y del contenido sobre los receptores. Según él, el proceso de comunicación cumple tres funciones básicas: 
- vigilancia del entorno
- relación de los componentes de la sociedad para producir una respuesta al entorno
- transmisión de la herencia social

Funciones a las que los sociólogos Lazarsfeld y Robert K Merton añadirían una cuarta: el entretenimiento. También distinguen entre funciones manifiestas y latentes y disfunciones, complicando un poco el esquema de Lasswell. Lazarsfeld, junto al psicólogo Stanton, inauguró una línea de estudios cuantitativos sobre las audiencias (Profile machine). Después de esos proyectos de metodología empírica, Lazarsfeld se distancia de la tradición de compromiso social para cuestionar otras concepciones más “administrativas”. A partir de ahí, la supremacía de la escuela de Chicago no vuelve a ser la misma. Surgen otros polos universitarios como Columbia, con el mismo Lazarsfeld y Merton, quien considera la historia del funcionalismo como otro de los cuatro “padres” de la MCR; o Harvard, con Talcott Parsons.
En la década de los cuarenta, se produce una innovación que cuestiona el principio mecanicista lasswelliano del efecto directo y masificador, es el descubrimiento de un elemento intermediario en el proceso de comunicación. Sus pilares se constituyen en dos estudios de Lazarsfeld, quien introduce el concepto “grupo primario” dentro del saco de la sociedad de masas. Convierte sus estudiantes en “gurús de la industria publicitaria”, técnica que ejercería influencia en el extranjero para mejorar la exploración de las conductas de los consumidores. A pesar de su innovación, la noción del grupo primario ya se estudiaba en el seno de la escuela de Chicago y además, había otros investigadores como Munsterberg o Mayo que se codeaban debido al perfil de sus respectivos estudios, todos ellos basados en el análisis funcional de los media. Todas las hipótesis, sin embargo, giran en torno a los trabajos de Kart Lewin, considerado el tercer “padre” de la MCR, por sus estudios de “la decisión de grupo” y el fenómeno del líder, cuando puso en práctica sus experimentos de persuasión hacia las amas de casa durante el “segundo conflicto mundial”. 
Aparece finalmente, la aportación de Carl Hovland, psicólogo en la Universidad de Yale y el cuarto “fundador” del análisis funcional. Este se dedica más a seguir los presupuestos lasswellianos de orientación conductista que a las concepciones de Lewin, a través de sus investigaciones sobre la eficacia de la persuasión de masas en sus estudios de laboratorio. A todo esto, el profesor Wright Mills se perfila como la principal “voz disidente” en este contexto al discutir severamente la sociología “burócrata” en que se había convertido el comportamiento social ante los medios. Una sociología que había perdido toda personalidad y que volcaba, ineludiblemente, su razón de ser a la “alienación de las sociedades representadas por las dos superpotencias a uno y otro lado del telón de acero”.

## Teorías

### Aguja hipodérmica
Esta teoría es una aproximación global al tema de los medios, que busca responder a cuestiones tales como qué efecto producen los medios en la Sociedad de Masas. A partir de estudios del modelo comunicativo de la teoría hipodérmica, los efectos de los medios de comunicación podían ampliarse y acelerarse. En síntesis, esta teoría manifiesta que un receptor totalmente pasivo recibe el mensaje de los medios sin cuestionamientos o reflexiones.

### Establecimiento/fijación de la agenda
La teoría de la agenda-setting establece como hipótesis central que existe un fenómeno de transferencia de relevancia desde la agenda de los medios de comunicación hasta la agenda del público.

## Contexto

### Aspectos económicos
- Crisis del ´29: La “Gran Depresión de 1929”. La economía estadounidense sufría diversos desequilibrios, principalmente en el reparto de la riqueza y los recursos. La rápida industrialización que siguió la reconversión de fábricas de armamento en fábricas civiles tras la Primera Guerra Mundial condujo a una sobreproducción de bienes industriales y de consumo por parte de muchas empresas, el sector agrícola vivió una serie interrumpida de excelente cosecha entre 1925 y 1928, lo que condujo a un exceso de oferta de bienes agrícolas.
- New Deal (1933- 1938): “Nuevo trato”. Política intervencionista puesta en marcha para luchar contra los efectos de la Gran Depresión en Estados Unidos. Su objetivo era sostener las capas más pobres de la población, reformar los mercados financieros y de re dinamizar una economía estadounidense herida desde la Crisis del 29 por el desempleo y las quiebras en cadena.

### Aspectos políticos
- Psicología Industrial: Los psicólogos del ejército norteamericano desarrollaron una serie de pruebas con el objeto de medir la inteligencia haciéndose por primera vez, mediciones de test a gran escala. Comprendiéndose así en el ejército la utilidad de la psicología para la clasificación de los individuos. La industria comienza a percibir que posee intereses similares a los militares en el sentido que también requiere seleccionar recursos humanos eficientes para cubrir determinados puestos de trabajo, de esta forma comienza a consolidarse también la psicología industrial. El terreno de la política demandará también los aportes de la psicología como ciencia socialmente útil para el poder.
- Obtener la Opinión Pública (1938): Averiguar si las masas prefieren el fascismo o el comunismo, si les gusta el trabajo que hacen, si votarían a una mujer como presidente de EE. UU., etc. INEXIFERIS

### Aspectos tecnológicos y sociales
- Confieren estatus social: se trata de que en determinadas instancias pueden destacarse entre las masas anónimas. De esta manera adquieren prestigio social, autoridad, importancia y significación para requerir la atención del público.
- Compulsión de Normas sociales: los medios se encargan de exponer al público toda acción que signifique una desviación de las conductas y normas sociales para provocar su rechazo. Prensa, radio y periódico se encargan de exponer al público desviaciones muy conocidas, provocando una fuerte reacción pública contra el hecho que ha sido previamente tolerado.
- Los medios son los responsables de la existencia de una gran masa políticamente “inculta” y al invadirlos con información los Narcotizan en vez de dinamizarlos y los anulan en su capacidad de actuar socialmente. Confunden el estar bien informados con el actuar en la sociedad. Los medios lograrían entender la apatía a grandes masas y tendrían el efecto de echar una mirada superficial a los problemas. Fenómeno que se conoce como Disfunción Narcotizante.
- Preocupaciones Sociales: los Mass-Media constituyen un poderoso instrumento que puede ser utilizado para bien o para mal. A través de la propaganda los medios pueden significar una máquina científica a la cual un hombre normal no puede resistirse. La difusión de los Mass-Media conduce a muchos a una creencia casi mágica en su enorme poder (lo que dice la TV es la verdad).[2]

## Principales referentes

### Harold Lasswell
Harold Dwight Lasswell (13 de febrero de 1902 — 18 de diciembre de 1978). Pionero de la Ciencia política y de las teorías de la comunicación. Cursó sus estudios en la Universidad de Chicago en la década de 1920, donde fue influenciado por el pragmatismo allí enseñado, entre otros por John Dewey y George Herbert Mead. Sin embargo, fue mucho más influenciado por la filosofía freudiana, que influyó la mayor parte de su análisis de propaganda y comunicación en general.
Politólogo y uno de los grandes fundadores de la MCR. Su disciplina fue la ciencia política y sus estudios se centraron sobre todo en el poder y la propaganda (mayormente política). 

### Paul Lazarsfeld
Paul Félix Lazarsfeld sociólogo austriaco. Se encargó de la dirección del primer grupo de investigación sobre la radio, el Princeton Radio Proget. Desarrolló el estudio cuantitativo de las audiencias, a través del cual proporciona no solo cantidades de audiencia, sino perfiles y preferencias. Además desarrolla la perspectiva funcionalista de Lasswell.

## Kurt Lewin
Kurt Tsadek Lewin, originario de Viena. Estudio la dinámica de decisión en el grupo primario. Su teoría del campo, que presta especial atención a la incidencia de las relaciones grupales en la distribución de la influencia de los mensajes resultará decisiva para los estudios sobre la figura del líder y sobre las estrategias de persuasión en el ámbito político y publicitario.

## Principales Aportes
El objetivo primordial de la comunicación de Research es analizar los efectos de los mensajes que se transmiten por los mass-media o medios masivos. Los orígenes del estudio psicosociológico de las comunicaciones de masa se ubican al final de los años veinte en Estados Unidos, gracias a las necesidades que se fueron dando de parte de las empresas para dar a conocer sus productos y organización de campañas publicitarias por medio de la creciente industria de la radio y la prensa.